# Semiothisa nigrescens
Semiothisa nigrescens là một loài bướm đêm trong họ Geometridae.